# Cophocerotis subinquinata
Cophocerotis subinquinata là một loài bướm đêm trong họ Geometridae.